# Louise de Vilmorin
Pour les articles homonymes, voir Levêque et Vilmorin.
Louise Levêque de Vilmorin, simplement dite Louise de Vilmorin, est une femme de lettres française, née le 4 avril 1902 à Verrières-le-Buisson (Essonne), où elle est morte le 26 décembre 1969. Elle était parfois surnommée « Madame de », en référence à son roman à succès porté au grand écran.

## Biographie

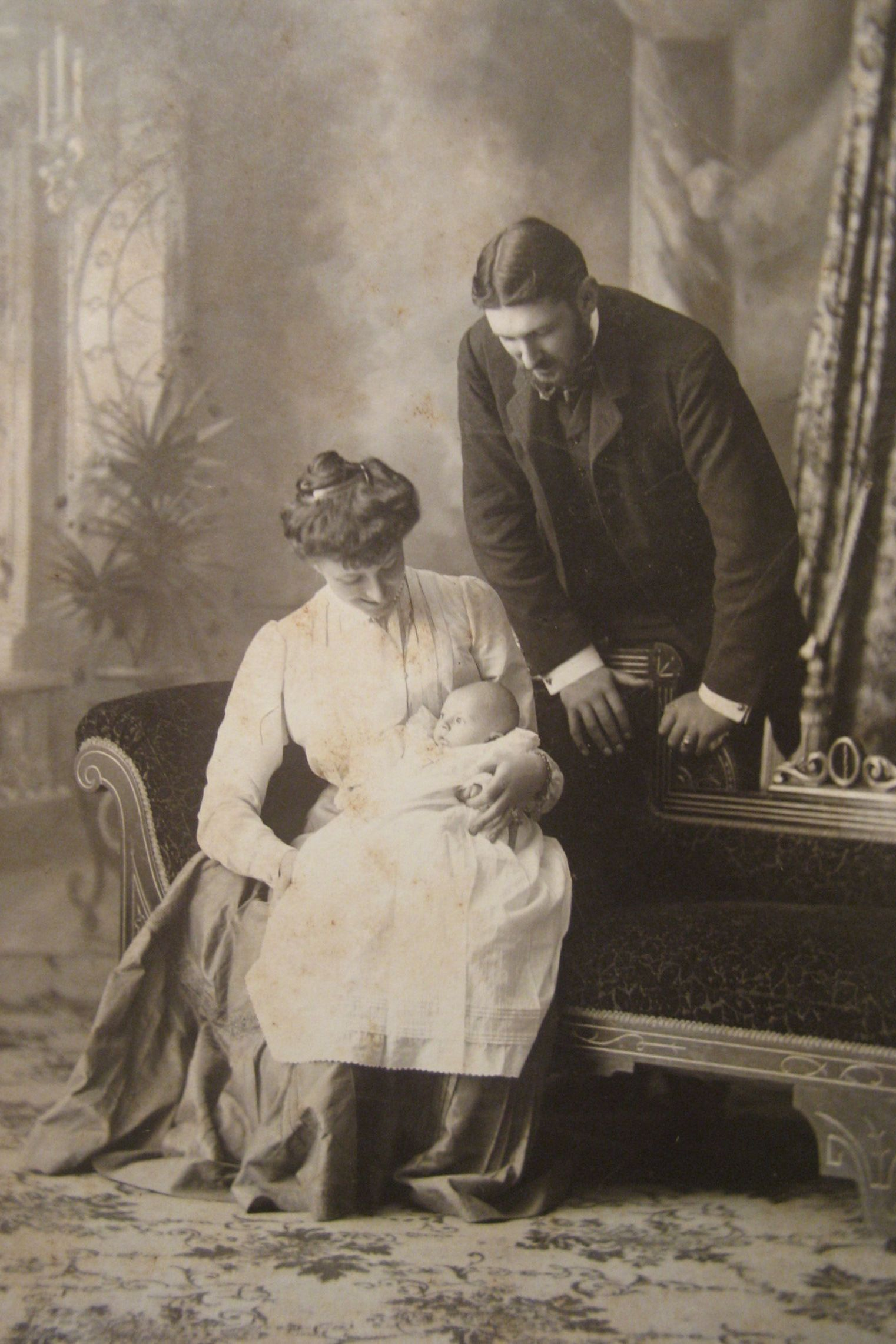
Philippe et Mélanie de Vilmorin.

Née dans le château familial à Verrières-le-Buisson, Louise Levêque de Vilmorin passe sa jeunesse à Paris dans un hôtel particulier rue de la Chaise dans le 7e arrondissement. Louise grandit dans une célèbre famille de botanistes et grainetiers. Elle est la seconde fille de Philippe de Vilmorin (1872-1917) et de son épouse, Mélanie de Gaufridy de Dortan (1876-1937), qui fut la maîtresse du roi Alphonse XIII d'Espagne. Elle se fiance en 1923 à Antoine de Saint-Exupéry, mais celui-ci déplaît à sa mère qui juge son métier de pilote d'avion beaucoup trop dangereux et exige qu'il en change s'il veut épouser sa fille. Ce dernier devient alors comptable à Paris, mais Louise de Vilmorin a compris qu'il ne pourra jamais lui offrir la vie dont elle rêve, et, finalement, épouse en 1925 un Américain, Henry Leigh Hunt (1886–1972), héritier d'une fortune immobilière et consul honoraire de Monaco à Las Vegas, au Nevada (États-Unis), où elle part habiter. Trois filles naissent en trois ans de ce mariage : Jessica (1929-2002), Alexandra (1930-2015) et Elena (1931-1996),.
En 1935, elle fait la connaissance de Coco Chanel qui l'habille gracieusement et dont elle écrira, à la demande de la couturière, en 1947, les premières pages de sa biographie. Mais les deux femmes se fâchent. Ce n'est que dix ans plus tard, après avoir fait appel à Michel Déon pour leur écriture, que sortirent les Mémoires de Coco (1957).
Séparée de son mari depuis plusieurs années, elle divorce en 1937, celui-ci obtenant la garde de leurs filles qui restent aux États-Unis. Louise de Vilmorin a une liaison en 1933 avec André Malraux et Friedrich Sieburg et en 1935-1936 avec Pierre Brisson, puis, en 1937, avec Gaston Gallimard. Elle épouse en secondes noces, en 1938, le comte Paul Pálffy ab Erdöd (1890–1968), dont elle divorce en 1943. Vivant dans le château de son mari au cœur des Carpates, ainsi qu'à Budapest et faisant des excursions à Paris, ces années sont pour Louise « les plus belles de [sa] vie ». En 1942, se trouvant à Paris, elle devient la maîtresse du prince hongrois Paul V Esterházy (1901–1964), puis, en 1944, de Duff Cooper, vicomte de Norwich, ambassadeur du Royaume-Uni en France qui la délaisse en 1946 au profit de Gloria Rubio. En août 1946, elle devient l'amante de Rufus Clarke, attaché militaire à l'ambassade d'Angleterre, puis, en 1948, de Jean Hugo avec lequel elle envisage de se marier, puis, en 1949, d'Anthony Marreco, un jeune avocat britannique.
La femme de lettres voyage beaucoup et séjourne fréquemment en Suisse chez son ami le prince Sadruddin Aga Khan. En 1961, elle fait la connaissance à Genève, par le biais d’un de leurs amis communs Jean-Louis Mathieu, du peintre genevois Émile Chambon et se prend d’amitié pour lui. Le 10 mai 1962 se tient à son initiative le vernissage d’une grande exposition Chambon à la galerie Motte à Paris, dont elle préface le catalogue.
Elle fera aussi, entre 1950 et 1962, de longs séjours à La Lieutenance, vaste propriété du XIVe siècle sise à Sélestat (Bas-Rhin), qui fut acquise par la ville en 1675 pour loger le lieutenant du roi local, et qui depuis 1920 est la propriété de la famille du héros de la Grande Guerre et inventeur Paul-Louis Weiller, et où elle écrivit plusieurs de ses œuvres.
Louise de Vilmorin publie son premier roman, Sainte-Unefois en 1934, sur les encouragements d'André Malraux, puis, entre autres, Julietta (1951) et Madame de (1951).
Elle publie aussi plusieurs recueils de poèmes dont Fiançailles pour rire (1939), mises en musique par Francis Poulenc, Le Sable du Sablier (1945) et L'Alphabet des aveux (1954). Sa fantaisie se manifeste dans les figures de style dont elle est friande, notamment les holorimes (qu'elle écrit « olorime ») et les palindromes dont elle a écrit un grand nombre et de grande taille.
Francis Poulenc fait d’elle l’égale de Paul Éluard et de Max Jacob. Il trouve dans ses poèmes « une sorte d'impertinence sensible, de libertinage, de gourmandise qui prolongeait dans la mélodie ce que j'avais exprimé, très jeune, dans Les Biches avec Marie Laurencin ».
Elle a travaillé également comme scénariste et dialoguiste pour plusieurs longs métrages, Les Amants de Louis Malle en 1957, La Française et l'Amour pour le sketch de Jean Delannoy en 1960, et est apparue en tant qu'actrice dans Amélie ou le Temps d'aimer (1961) de Michel Drach et Teuf-teuf (1963) de Georges Folgoas.
En 1964, le photographe Pierre Jahan, qui la dit « de suite et totalement disponible en amitié » et ayant en commun avec son frère André un culte pour Victor Hugo ainsi que douée pour la peinture, l'a représentée assise de profil à sa table de travail dans sa maison de Centuri, cliché qu'il publiera dans Objectif.
Elle termine sa vie avec son amour de jeunesse, André Malraux.
Toute sa vie, elle demeure très attachée à sa fratrie : sa sœur Marie-Pierre (1901-1972) et ses quatre frères, Henry (1903-1961), Olivier (1904-1962), Roger (1905-1980) et André (1907-1987) et évolue dans le milieu mondain de la Café society, cercle cosmopolite apparu au lendemain de la Première Guerre mondiale, qui regroupait à la fois haute noblesse, milliardaires, artistes, couturiers et musiciens et atteignit son apogée à Venise lors du « Bal du siècle » donné par son ami Charles de Beistegui en son palais Labia le 3 septembre 1951, mais auquel, fatiguée, elle ne participa pas.
Louise de Vilmorin était chevalier de l'ordre national de la Légion d'honneur.

## Œuvres

### Romans
- Sainte-Unefois (1934)[32]
- La Fin des Villavide (1937)[33]
- Le Lit à colonnes (1941)[34]
- Le Retour d'Erica (1946)
- Julietta (1951)[35]
- Madame de (1951)[36]
- Les Belles Amours (1954)[37]
- Histoire d'aimer (1955)[38]
- La Lettre dans un taxi (1958)[39]
- Migraine (1959)[40]
- Le Violon (1960)
- L'Heure maliciôse (1967)[41]
- Le Lutin sauvage (1971, posthume).

### Poésie
- Fiançailles pour rire Gallimard (1939)
- Le Sable du sablier (1945)
- L'Alphabet des aveux (1954), illustrations de Jean Hugo
- Carnets (1970, posthume)
- Poèmes (1970), posthume), préface d'André Malraux
- Solitude, ô mon éléphant (1972, posthume)

### Fatrasie
Louise de Vilmorin utilisait les holorimes dans certains de ses poèmes et des jeux de mots comme « J'ai la toux dans mon jeu » (L'alphabet des aveux) :
Étonnamment monotone et lasse

Est ton âme en mon automne, hélas !

On se veut

On s'enlace

On se lasse

On s'en veut

Je t'enlacerai

Tu t'en lasseras

Là les pères vont en mer

Là les mères vont en paire
— L'alphabet des aveux

### Essai
- Vision sur Kischka (1966), avec Robert Rey et Henri Gineste
- Lolette, sur Lola Montès
- Mémoires de Coco, sur Coco Chanel

### Cinéma et télévision
- Une fée… pas comme les autres (1957) de Jean Tourane (scénario)
- Les Amants (1957) de Louis Malle (dialogues)
- La Française et l'Amour (1960), sketch L'Adolescence de Jean Delannoy (scénario et dialogues)
- Le Petit Garçon de l'ascenseur (1962) de Pierre Granier-Deferre (dialogues)
- Les esclaves existent toujours (1964) de Maleno et Roberto Malenotti (dialogues)
- Les Aventures de Saturnin, 78 épisodes réalisés par Jean Tourane pour l'ORTF à partir de 1964, dits par Ricet Barrier et Robert Lamoureux (dialogues)
- Une histoire immortelle (1968) d'Orson Welles (scénario).

### Correspondance
Louise de Vilmorin a entretenu une importante correspondance, notamment avec Jean Cocteau, Diana et Duff Cooper (cf Bibliographie). Une partie d'entre elle est conservée dans les lieux suivants à la Bibliothèque nationale de France (département des manuscrits, dans les fonds Porto-Riche et Valéry), la Bibliothèque littéraire Jacques-Doucet, la Bibliothèque historique de la Ville de Paris (fonds Jean Cocteau) et à la fondation Bernard Berenson, villa I Tatti à Florence.
- Louise de Vilmorin, Jean Cocteau, Correspondance croisée annotée par Olivier Muth, coll. Le Cabinet des lettrés, Gallimard, Paris, 2003,  (ISBN 2070734676)
- Louise de Vilmorin, Diana et Duff Cooper, Correspondance à trois (1944-1953) annotée par Olivier Muth, coll. Le Promeneur, Gallimard, Paris, 2008,  (ISBN 9782070120093)
- Louise de Vilmorin, Carnets, Gallimard, Paris
- Louise de Vilmorin, Démone et autres textes, coll. Le Promeneur, Gallimard, Paris, 2001
- Louise de Vilmorin, Intimités, coll. Le Promeneur, Gallimard, Paris, 2001

## Adaptations cinématographiques
- Le Lit à colonnes (1942), film de Roland Tual avec Jean Marais et Fernand Ledoux
- Madame de... (1953), film de Max Ophüls avec Danielle Darrieux, Charles Boyer et Vittorio De Sica
- Julietta (1953), film de Marc Allégret avec Jean Marais et Dany Robin
- La Lettre dans un taxi (1962), film de Louise de Vilmorin et François Chatel
- Madame de… (2001), téléfilm de Jean-Daniel Verhaeghe, avec Carole Bouquet, Raoul Bova, Jean-Pierre Marielle

## Adaptations musicales
- Trois poèmes de Louise de Vilmorin (1937), de Francis Poulenc
- Fiançailles pour rire (1939), cycle de six mélodies de Francis Poulenc d'après le recueil de Louise de Vilmorin

## Adaptation et traduction théâtrale
- 1959 : Deux sur la balançoire de William Gibson, avec Annie Girardot, Jean Marais, Théâtre des Ambassadeurs

## Hommages
- Des rues en France portent son nom, notamment à Jouars-Pontchartrain, Mennecy, Saint-Pierre-du-Perray, Varennes-Vauzelles, une place à Limeil-Brévannes ainsi qu’une école et une crèche à Verrières-le-Buisson.